# BLEACH 斬魄刀異聞篇
「BLEACH 斬魄刀異聞篇」（ブリーチ ざんぱくとういぶんへん）は、テレビアニメ『BLEACH』のシリーズ。2009年7月から2010年4月までテレビ東京系列ほかにて放送された。原作沿いの物語とは異なる「パラレルな時間」の中で、死神たちが実体化した自らの斬魄刀と敵対するアニメオリジナルのストーリーが描かれる。

## あらすじ
第230話 - 第255話
瀞霊廷では斬魄刀の不調を訴える死神が相次いでいた。ある夜、山本総隊長の緊急招集を受けた死神たちが双殛の丘に集まるが、そこに現れたのは村正と名乗る謎の男だった。村正は自らの能力によってすべての斬魄刀を実体化させ、「斬魄刀が死神を支配する」と宣言。斬魄刀たちは反乱を起こし、瀞霊廷は甚大な被害を受ける。そんな中、自身の斬魄刀・千本桜と戦っていた朽木白哉が姿を消す。
現世へ逃れてきた朽木ルキアから事態を知らされた黒崎一護は瀞霊廷へ向かうが、村正の力により実体化した斬月と戦うことになる。やがて、一護や死神たちは、実体化した斬魄刀を屈服させれば元に戻ること、また持ち主以外の者が破壊すると修復不能になることを知る。その矢先、消息を絶っていた白哉が自らの誇りに従うとして村正の側についていたことが判明する。
白哉は村正の計画を利用し、かつて朽木家に汚名を残した朽木響河との因縁に決着を付けようとしていた。数百年前、響河は朽木家に婿入りしながらも反乱を起こし、多くの死神を殺害した末に封印された。白哉は、響河を自らの手で裁くため斬魄刀側についていた。
死神たちの戦いが激化するなか、村正の真の目的が明らかになる。村正は自らの主である響河を復活させるため、響河の封印場所を知る元柳斎の記憶を探ろうとしていた。元柳斎はこれを阻止するため自らの意識を封じる結界を張ったが、村正は斬魄刀の反乱を利用し、元柳斎の結界を死神たちに破らせようと画策していた。
虚化した一護の力を利用して結界を破った村正は、空座町へ向かい、ついに響河を復活させる。しかし響河は村正を見限り、その斬魄刀を折ってしまう。村正は主を失った後も実体を維持するために虚を取り込んでいたが、刀を折られたことでその力が暴走し、怪物と化す。
一方、白哉は朽木家の誇りをかけて響河と対峙し、激闘の末に討ち破る。その後、一護は村正の精神世界で彼と戦い、勝利する。力尽きた村正は消滅し、実体化していた斬魄刀たちも元の刀へと戻った。
第256話
村正との戦いが終結し、朽木家では茶会が開かれていたが、突如として二人の狼藉者が邸内を襲撃する。丸腰だったルキアを救ったのは、斬魄刀に戻ったはずの袖白雪と千本桜だった。涅マユリから斬魄刀が実体化したままであること、そして襲撃者の正体が主を失い暴走した斬魄刀「刀獣」であることを知らされたルキアは、袖白雪と千本桜とともに刀獣の捕獲へ向かう。
第257話
現世では刀獣が主を探してさまよっていた。一護は現世に派遣されてきた日番谷冬獅郎と合流し、刀獣の存在について知らされる。そのころ、日番谷とともに派遣された松本乱菊と灰猫は井上織姫とともに現世を楽しんでいた。一方、一護と交戦した刀獣が虚と同化し、再び姿を現す。
第258話
刀獣討伐のため現世に派遣された阿散井恋次と蛇尾丸だったが、蛇男は任務を怠けて遊び始め、遭遇した刀獣を取り逃がしてしまう。恋次と猿女に叱責された蛇男は口論の末、二人のもとを離れ、自由を謳歌しようとする。しかし、次第に行き場をなくし、偶然出会った黒崎夏梨と遊子に助けられ、黒崎家に招かれる。
第259話
四番隊隊舎では食糧などが盗まれる事件が頻発していた。山田花太郎、伊勢七緒、斑目一角、鬼灯丸の4人は、地下水路に潜んでいるとされる犯人を追って調査を開始する。しかし、地下水路には周到なトラップが仕掛けられていた。やがて4人は盗難事件の首謀者と遭遇する。
第260話
斬魄刀と死神の間には和解が生まれ、絆を深めていったが、檜佐木修兵と風死の間では依然として対立が続いていた。そんな中、流魂街に刀獣が出現し、檜佐木ら副隊長たちが討伐に向かう。檜佐木を追ってきた風死は、刀獣に襲われた住人から赤ん坊を託され、檜佐木を狙うどころではなくなってしまう。
第261話
空座町では女子高生を狙った通り魔事件が相次いでいた。同じころ、空座一高に灰田響子という転校生がやってくる。一護とルキアが事件の調査を進めるなか、響子は井上織姫の能力に目をつけ、彼女に執着するようになる。響子は、過去に自身の力が原因で友人に拒絶された経験を持っていた。そんな彼女に刀獣の影が迫る。
第262話
逃走中の刀獣を追っていた灰猫は、対象の刀獣・鳴之助に一目惚れしてしまう。灰猫は怪我を負った鳴之助を廃屋に匿い、彼のもとへ通うようになる。しかし、刀獣の討伐に例外は認められず、鳴之助にも次第に暴走の兆しが現れはじめる。
第263話
刀獣討伐の最中、蛇尾丸は自分たちより活躍する千本桜に対抗心を抱いていた。そんな中、破壊された刀獣を技術開発局へ運び込もうとするが、千本桜とともに局内に閉じ込められてしまう。脱出を試みるものの、蛇尾丸は千本桜の意外な一面に振り回される。
第264話
京楽春水の命令で七緒と花天狂骨（脇差）は逃走中の刀獣を討伐することになる。しかし、脇差の冷徹な態度に戸惑う七緒は、刀獣の対処方法を巡って脇差と衝突し、刀獣に逃げられてしまう。それでも七緒は脇差を放っておけずにいた。
第265話
刀獣討伐が終息に向かうなか、風死と交戦していた刀獣が突然消滅し、刀の姿へ戻る。斬魄刀たちは、これは刀獣を取り込み強化する最後の刀獣「霧風」の仕業だと推測する。そのころ、斬魄刀たちは次第に実体化の限界を迎えつつあった。霧風の能力が死神には相性が悪いと考えた斬魄刀たちは、死神に知らせず戦いを挑む。

## 登場人物

### 実体化した斬魄刀
村正の能力によって斬魄刀が実体化し、持ち主の死神から独立した存在として登場する。彼らは斬魄刀の能力を自在に操り死神たちと対立するが、物語を通じて次第に持ち主との関係を修復し、再び斬魄刀としての役割を果たすこととなる。実体化した斬魄刀の多くは持ち主と似た性格を持つが、価値観や趣向には違いも見られる。作中ではこれを「持ち主たちの性格の本質」として説明している。
斬魄刀反乱事件終結後には、持ち主を失い暴走した一般隊士の斬魄刀「刀獣」が出現した。命名は涅マユリ。主を失うことで精神の均衡を崩し暴走するという特徴を持ち、その際のエネルギーは一般隊士クラスの斬魄刀でありながら卍解に匹敵するとされる。刀獣には、持ち主を求めてさまよう者や自由を謳歌する者など、さまざまな存在がいる。
原作者の久保帯人は実体化した斬魄刀について、「斬魄刀のデザインは、一応パラレルのつもりで観てください」と述べている。
村正（むらまさ）
声 - 中村悠一
斬魄刀反乱事件の首謀者。持ち主である朽木響河を封印されたまま失い、斬魄刀として独立した存在となった。斬魄刀の本能を操る能力を持ち、死神に対する不満を増幅させることで斬魄刀を実体化・扇動させ、誘導する。
響河を「同志」として慕い尽くしていたが、暴走を止められず、次第に声が届かなくなった。響河の封印時には呼びかけに応じられず、それが見限られる要因となった。
制作背景
シリーズ構成のきだつよしは、映画『魔界転生』で沢田研二が演じた天草四郎の持つ「不思議なカリスマ性」と、新撰組の沖田総司の剣の腕は立つが病を患い影を抱えているという要素が、村正のキャラクターの基盤となったと述べている。
キャラクターデザインの工藤昌史は、村正を斬月と対になるイメージでデザインし、シルエットを共通させながらも、色は正反対の白を基調とした。また、きだと沢田研二が演じる天草四郎のイメージを共有し、「独特な妖しい雰囲気のあるキャラクター」として設定したという。さらに、「クセのある動き」を取り入れることで、ほかのキャラクターとの差別化を図っている。
袖白雪（そでのしらゆき）
声 - 園崎未恵。
朽木ルキアの斬魄刀。雪女を想起させる白い着物を纏った銀髪の女性。冷気を操る力を持つ。自らの力に誇りを持ち、自由に振るまいたいという欲望から実体化した。ルキアとの対立を経て和解する。
蛇尾丸（ざびまる）
阿散井恋次の斬魄刀。猿女と蛇男の二人組で、互いを「サルの」「ヘビの」と呼び合っている。「弱くありたくない」という本能から、恋次を弱者とみなし、彼と距離を置くために実体化した。恋次に屈服するものの、その態度に大きな変化は見られない。
猿女
声 - 斎賀みつき
緑の毛皮を纏った大柄な女性。古風な言葉遣いをし、終始ふざけている蛇男をたしなめることが多い。
キャラクターデザイン
原作者の久保とキャラクターデザインの工藤は、最初にイメージが浮かんだ斬魄刀として、ともに「蛇尾丸」を挙げている。また、蛇女のデザインは『カラブリ！』に登場する性転換した蛇尾丸を基にしている。工藤は、「蛇尾丸は『カラブリ』のときにちょっとだけ（妄想として）出てますよね。あそこからイメージを膨らませたんですよ。とりあえず巨乳と胸元のホクロっていうのだけは決まってたっていう（笑）」と述べている。
蛇男
声 - 真田アサミ
ヘビの尻尾を持つ小柄な少年。飽きっぽい。
千本桜（せんぼんざくら）
声 - 平川大輔
朽木白哉の斬魄刀。仮面を被った鎧武者の姿。表面的には白哉と対立しているが、実際には反乱直後に屈服しており、内密に村正の動向を探っていた。気が短く、態度は尊大。
キャラクター設定
監督の阿部記之は、「アニメ版の千本桜は、過去篇で描かれた血気盛んなころの白哉が、少し入っている感じの設定にしてあります。だから似た者同士と言えるでしょうね。」と述べている。
雀蜂（すずめばち）
声 - 辻あゆみ
砕蜂の斬魄刀。小さな妖精のような姿。砕蜂と夜一の関係に不満を抱いており、これをきっかけに実体化した。多弁で恋愛に関する話題を好み、イケメンには目がない。砕蜂との戦いで屈服した。
肉雫唼（みなづき）
卯ノ花烈の斬魄刀。顔を布のようなもので覆っており、素顔は見えない。元柳斎の結界解除に徹していた。涅マユリによって洗脳が解かれ、卯ノ花のもとへ戻った。
天譴（てんけん）
声 - 木村雅史
狛村左陣の斬魄刀。巨漢の姿。恥ずかしがり屋な性格であり、口から炎を吐くことによって感情を表現する。厳霊丸と行動をともにしている。マユリによって洗脳が解かれ、狛村のもとへ戻った。
花天狂骨（かてんきょうこつ）
京楽春水の斬魄刀。二人組の女性。京楽の自惚れたありさまに愛想を尽かし、実体化した。マユリによって洗脳が解かれ、京楽のもとへ戻った。
花天（太刀）
声 - 藤村歩
花魁のような姿の女性。風流を好む性格で、一人称は「あちき」。
狂骨（脇差）
声 - 嶋村侑
くノ一のような姿の少女。無口で感情を表さず、背後から声をかけられると即座に臨戦態勢に入る。戦いに喜びを感じ、相手に止めを刺さずいたぶることを遊びとして楽しむ。花を好む一面もある。
評価
リアルサウンドのライター・元城健は、花天と狂骨の二人について「妖艶かつ派手なビジュアルによって多くのファンの心を掴んだ」と評している。のちに原作漫画の最終章「千年血戦篇」にも同じデザインで登場しており、元城は「『BLEACH』でも異例の扱いを受けた登場人物と言えるだろう」と述べている。
氷輪丸（ひょうりんまる）
声 - 浜田賢二
日番谷冬獅郎の斬魄刀。無口で二枚目な青年。実体化した際に記憶を失っており、自身の真の持ち主を探し彷徨っていた。日番谷との戦いを通して記憶を取り戻す。忠犬のように日番谷のもとから離れたがらない。
疋殺地蔵（あしそぎじぞう）
声 - 折笠富美子
涅マユリの斬魄刀。蛾のような姿をしており、鳴き声しか発さない。毒を撒き散らし暴れ回るが、マユリによって制御される。
双魚理（そうぎょのことわり）
声 - 嶋村侑
浮竹十四郎の斬魄刀。烏帽子をかぶった双子の男の子で、いつも手をつないでいる。マユリによって洗脳が解かれ、浮竹のもとへ戻った。腕白で悪戯好きであり、病弱な浮竹を困らせている。
厳霊丸（ごんりょうまる）
声 - 高橋研二
雀部長次郎の斬魄刀。背中に箱を背負った男性で、古風な喋り方をする。雀部の影が薄いことを嫌い、反乱を起こした。雷系の技を使い、雨雲を発生させることもできる。本人曰く「雨天の中でこそ、真の力を発揮する」とのこと。天譴と行動をともにしている。マユリによって洗脳が解かれ、雀部のもとへ戻った。
キャラクターデザイン
工藤は厳霊丸のデザインについて、「雀部の、和風なんだか洋風なんだか分からないっていうところからのイメージですね。背中に背負ってる箱とか、イギリスのカテドラルっぽいデザインなんだけど、なぜか屋根は瓦になってるんです。 こういう箱みたいのを背負ってるっていうのと、避雷針のような武器を持ってるっていうのが久保先生のイメージで。雷系の斬魄刀なんです。打ち合わせのときにはじめて聞いたんですけど。」と述べている。
五形頭（げげつぶり）
声 - 樫井笙人
大前田希千代の斬魄刀。肥満体形の男性で、持ち主と同様に油せんべいを好む。大前田のことを完全に格下だと見下しており、同時に彼が格下であることにも不満を抱いている。隠密機動に捕縛された後、技術開発局で実験台となる。マユリによって洗脳が解かれ、大前田のもとへ戻った。
侘助（わびすけ）
声 - 櫻井孝宏
吉良イヅルの斬魄刀。長髪の男性。常にうつむいており、口を開くこともほとんどない。マユリによって洗脳が解かれ、吉良のもとへ戻った。茶目っ気のある一面を見せることもある。
キャラクターデザイン
工藤は侘助のデザインについて、「侘助は、壁に貼り付けになってるっていうイメージということを久保先生から言われたんですが、それだと動けないよねっていうことで（笑）、壁を引っぺがしてきたような感じにしました。あと罪人っていうイメージもあったので、手枷や足枷をつけて、錘を持たせようかなと。」と述べている。また、侘助というキャラクターについて、「あんまり戦いには向いてないと思いますね。〔中略〕侘助はきっとトドメを刺す人なんじゃないかな。」と分析している。
飛梅（とびうめ）
声 - 藤村歩
雛森桃の斬魄刀。天女のような姿をしている。おしとやかながら、どこか影のある性格。灰猫とは口論することが多いが、いつも行動をともにしている。雛森のことを大切に思いながらも、彼女の現実逃避に苛立ちを感じていた。マユリによって洗脳が解かれ、雛森のもとへ戻った。
風死（かぜしに）
声 - 谷山紀章
檜佐木修兵の斬魄刀。痩身で黒い肌を持つ男。好戦的な性格をしており、他人の命を奪うことに強い執着を抱いている。そのため、卑怯な戦法を取ることも厭わない。吉良は、これを檜佐木が普段抑えつけているストレスや破壊衝動の現れだと推測している。マユリによって洗脳は解かれたが、檜佐木と和解することなく引き続き命を狙い続ける。
キャラクターデザイン
工藤は風死のデザインについて、「西洋の死神っぽくてとにかく体が細いっていうイメージだけ久保先生からいただいて、そこからデザインしました。道化師のイメージも入ってますね。」と述べている。また、風死というキャラクターについて、「性格的には、戦いたくてしょうがないっていうキャラクター。檜佐木が原作で始解を出したときに、自分は風死を恐れているっていうことを言ってますよね。剣八に近いのかな。でもやっぱちょっと違いますよね。剣八よりもっと危うい感じじゃないかな。」と分析している。
久保は工藤がデザインした風死のデザインについて「すごく良かった」と称賛しており、コミックス第38巻の白ページに実体化した風死のラフイラストを描いている。
灰猫（はいねこ）
声 - たかはし智秋
松本乱菊の斬魄刀。巨乳で自由気まま性格をしており、乱菊を「オバサン」と呼んで挑発することが多い。飛梅といつも行動をともにしている。オシャレに興味があり、体重を気にして甘いものを控える一面もある。マユリによって洗脳が解かれ、乱菊のもとへ戻った。刀獣征伐の際には、一目惚れした刀獣・鳴之助との悲恋を経験する。
鬼灯丸（ほおずきまる）
声 - 武虎
斑目一角の斬魄刀。戦いを好むがマイペースな巨漢。卍解ができるにもかかわらず、始解のまま無理な戦い方を続ける一角を諌めるために実体化した。一角と引き分ける形で屈服した。
キャラクターデザイン・演出
工藤は鬼灯丸について、「鬼灯丸はもう……こういう感じですよねっていう（笑）。持ち主と同じようなイメージ。スロースターターなんで、第一話で出てくるときも一人だけ寝転んでたりという演出もしました。」と述べている。
瑠璃色孔雀（るりいろくじゃく）
声 - 寺島拓篤
綾瀬川弓親の斬魄刀。ナルシストで性格は弓親に似ており、そのため二人の間にはケンカが絶えない。弓親が自らを「藤孔雀」と呼ぶことが気に入らず、反乱に加わった。弓親とは異なり、人前で自分の能力を使うことに抵抗はない。弓親との戦いで屈服した。
流刃若火（りゅうじんじゃっか）
山本元柳斎の斬魄刀。元柳斎が意識と引き換えに張った結界により実体化を免れていたが、覚醒に伴い実体化する。その威力は絶大であり、常に炎に包まれているため、実体化した姿は確認できない。実体化後、隊長たちを足止めするが、元柳斎によって屈服させられた。
瓢丸（ひさごまる）
声 - 中川里江
山田花太郎の斬魄刀。村正による斬魄刀反乱事件の終結後に登場。小型ロボットのような姿をしており、ドジな行動が目立つ。持ち主である花太郎に不満を抱いていなかったため洗脳を免れたが、その結果、斬魄刀の本来の姿に戻れなくなってしまった。花太郎に見捨てられたと思い込み、地下水路を拠点にして四番隊隊舎からさまざまな物資を盗み出し、生活を維持している。

### 朽木家
朽木響河（くちき こうが）
声 - 千葉一伸
数百年前の六番隊第三席で、斬魄刀「村正」の持ち主。当時の六番隊隊長であった朽木銀嶺の娘婿として将来を嘱望されていたが、策略にはまり同胞殺しの汚名を着せられる。死神への不信と怒りから多くの死神や流魂街の住人を殺害し、反乱を起こすが、銀嶺と元柳斎によって空座町に封印される。
村正によって封印を解かれるが、封印の際に呼びかけに応じなかった村正を見限り、その斬魄刀を破壊。朽木白哉に敗れる。
自らの霊圧を送り込むことで相手の五感を狂わせる能力を持つ。
斬魄刀「村正」を所持する。解号は「囁け（ささやけ）」。卍解「無鉤条誅村正（むこうじょうちゅうむらまさ）」を有し、斬魄刀の本体を実体化させる能力を持つ。

## テーマ
監督の阿部記之は、「組織の一員である死神たちは、これまで大義のために戦ってきたわけですが、今度はもっと内面の話なんですね。己の魂から生まれた斬魄刀が、人の形を成し、向かってくる。つまり、自分自身とぶつかり合うということです。〔中略〕ある意味、究極の“キャラ物”として楽しんでいただければ。」と述べている。